# استانیسلاواس استونکوس
استانیسلاواس استونکوس (انگلیسی: Stanislovas Stonkus؛ ۲۹ دسامبر ۱۹۳۱ – ۱۹ فوریهٔ ۲۰۱۲) ورزشکار بسکتبال اهل اتحاد جماهیر شوروی سوسیالیستی بود.
وی همچنین برندهٔ جوایزی همچون نشان پرچم سرخ کار شده‌است.
وی در مسابقات کشوری و بین‌المللی در مجموع برندهٔ ۱ مدال طلا، ۲ مدال نقره، ۱ مدال برنز شده‌است.